# Ectropis subtinctaria
Ectropis subtinctaria är en fjärilsart som beskrevs av Walker 1860. Ectropis subtinctaria ingår i släktet Ectropis och familjen mätare. Inga underarter finns listade i Catalogue of Life.